# Photina von Caesarea
Photina von Caesarea war eine heilige Jungfrau, die in der katholischen und der orthodoxen Kirche verehrt wird.
Ihre Legende ist verknüpft mit der des Heiligen Martinianus aus Caesarea in Palästina. Dieser soll sich als Eremit auf eine wüste, halb von Wellen überspülte Insel zurückgezogen haben. Als Photina schiffbrüchig auf ebendiese Insel verschlagen wurde, stürzte sich der Heilige ins Meer, da er lieber ertrinken als die Gesellschaft einer schönen Frau ertragen wollte. Er wurde jedoch von zwei Delphinen gerettet, die ihn an Land trugen. Photina blieb auf der Insel und setzte das Eremitendasein ihres Vorgängers fort.
Sie lebte dort sieben Jahre lang alleine und starb schließlich. Ein Fischerpaar, das sie einige Male im Jahr mit Lebensmitteln und Wolle zum Spinnen versorgt hatte, fand ihren Leichnam und brachte ihn nach Caesarea, wo ihre Reliquien aufbewahrt worden sein sollen.
Ihr Gedenktag ist der 13. Februar. 